# Azerskie filmy zgłoszone do rywalizacji o Oscara w kategorii filmu nieanglojęzycznego
Azerskie filmy zgłoszone do rywalizacji o Oscara w kategorii filmu nieanglojęzycznego – filmy przedstawiane przez Azerbejdżan do konkursu o Oscara dla najlepszego filmu nieanglojęzycznego.
Azerbejdżan przedstawia swoich kandydatów do Oscara dla najlepszego filmu nieanglojęzycznego od 2007 roku. Kandydatów wyłania Komisja Filmowa, powołana przez ministerstwo kultury. 
Do 2022 zgłoszono osiem filmów azerskich, z których żaden nie otrzymał nominacji.
| Rok (Ceremonia) | Polski tytuł        | Angielski tytuł     | Oryginalny tytuł | Reżyser             | Rezultat       |
| --------------- | ------------------- | ------------------- | ---------------- | ------------------- | -------------- |
| 2007 (80.)      | Kaukaz              | Caucasia!           | Qafqaz           | Fərid Hümbətov      | Brak nominacji |
| 2008 (81.)      | Twierdza            | Fortress            | Qala             | Şamil Nəcəfzadə     | Brak nominacji |
| 2010 (83.)      | Odcinek             | The Precinct        | Sahə             | İlqar Safat         | Brak nominacji |
| 2012 (85.)      | Buta                | Buta                | Butə             | İlqar Najaf         | Brak nominacji |
| 2014 (87.)      | Nabat               | Nabat               | Nabat            | Elchin Musa Guliyev | Brak nominacji |
| 2017 (90.)      | Pomegranate Orchard | Pomegranate Orchard | Nar bağı         | Ilgar Najaf         | Brak nominacji |
| 2021 (94.)      | The Island Within   | The Island Within   | Daxildəki Ada    | Ru Hasanov          | Brak nominacji |
| 2022 (95.)      | Creators            | Creators            | Yaradanlar       | Shamil Aliyev       | Brak nominacji |